# الجنس في الكتاب المقدس العبري
يوجد الجنس مرارا وتكرارا في الكتاب المقدس العبري. وتوفر بعض المراجع لوائح أخلاقية لا لبس فيها، مثل القوانين الواردة في سفر اللاويين وسفر التثنية. والبعض الآخر أكثر تناقضًا، وأشهرها الجنسية المثلية التي قام بها حام مع والده نوح. وقد أثار تصويرها للمثلية الجنسية والاغتصاب والدعارة وسفاح القربى اهتمامًا أكاديميًا ولاهوتيًا كبيرًا.

## الشذوذ الجنسي
ربما يشير الكتاب المقدس العبري إلى المثلية الجنسية ثلاث مرات، على الرغم من أن الكلمة نفسها لا ترد في العديد من الترجمات الإنجليزية. ويتفسر هذه المقاطع بشكل مختلف. كما جاء في سفر اللاويين ١٨:٢٢:
«وَلاَ تُضَاجِعْ ذَكَرًا مُضَاجَعَةَ امْرَأَةٍ. إِنَّهُ رِجْسٌ.» 
وفي سفر اللاويين ٢٠:١٣:
«وَإِذَا اضْطَجَعَ رَجُلٌ مَعَ ذَكَرٍ اضْطِجَاعَ امْرَأَةٍ، فَقَدْ فَعَلاَ كِلاَهُمَا رِجْسًا. إِنَّهُمَا يُقْتَلاَنِ. دَمُهُمَا عَلَيْهِمَا» 
وفد تشير تصرفات حام في سفر تكوين 9: 20-25 إلى السلوك المثلي مع والده نوح، بينما كان النوح مخمورًا في خيمته.

## اغتصاب
على الرغم من أن الكتاب المقدس العبري يحتوي على العديد من الإشارات التي تدل على الاغتصاب، إلا أن كان هذا في الغالب غير معترف به من قبل المعلقين حتى القرن العشرين. ولم يكن الأمر كذلك حتى أواخر السبعينيات، مع ظهور حركة مناهضة الاغتصاب بسبب الموجة الثانية النسوية، حيث أعادت الباحثات النسويات تحليل سيناريوهات الكتاب المقدس فيما يتعلق بالعنف الجنسي. تحتوي العبرية على عدة أفعال يمكن أن تشير إلى الاغتصاب، مما يكون التفسير صعبًا.

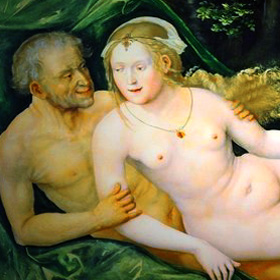
نام شخصية الكتاب المقدس لوط مع بناته.

من الأمثلة الشائعة على الاغتصاب الكتابي هي سرية اللاويين الموجودة في سفر القضاة.

## سفاح القربى
مارست بنات لوط الجنس معه بعد أن شربته من أجل الحمل.

## دعارة
وهناك كلمتان مختلفتان تردان في الكتاب المقدس العبري (זונה) و (קדשה). ويدل ذلك على أن القديسة لم تكن عاهرات عاديات، بل عاهرات مقدسات يعملن في معابد الخصوبة.
- قامت تمار (سفر التكوين) بتبادل الجنس مع والد زوجها يهوذا بملكية ماعز. كان دافعها هو الوفاء بما رأت أنه واجب أسري، ألا وهو إنجاب ذرية ليهوذا.[16]
- شمشون يرى عاهرة فزورها [17]
- يقول الله للنبي هوشع أن يتزوج جومر، الزانية.[18]
- كتاب تثنية 23: 17-18 يحظر الدعارة.

## الزنا
وفي الخروج ٢٠: ١٤ تحرم الزنا كالوصية السابعة. ولكن في صموئيل الثاني ١١: ٣-٥ يوجد فعل الملك داود مع بثشبع:
| « | 3 فَأَرْسَلَ دَاوُدُ وَسَأَلَ عَنِ الْمَرْأَةِ، فَقَالَ وَاحِدٌ: «أَلَيْسَتْ هذِهِ بَثْشَبَعَ بِنْتَ أَلِيعَامَ امْرَأَةَ أُورِيَّا الْحِثِّيِّ؟» 4 فَأَرْسَلَ دَاوُدُ رُسُلاً وَأَخَذَهَا، فَدَخَلَتْ إِلَيْهِ، فَاضْطَجَعَ مَعَهَا وَهِيَ مُطَهَّرَةٌ مِنْ طَمْثِهَا. ثُمَّ رَجَعَتْ إِلَى بَيْتِهَا 5 وَحَبِلَتِ الْمَرْأَةُ، فَأَرْسَلَتْ وَأَخْبَرَتْ دَاوُدَ وَقَالَتْ: «إِنِّي حُبْلَى». | » |

## متفرقات
- خطيئة أونان، [19][20] غالبًا ما يُساء تفسيرها على أنها العادة السرية، [21][22] كانت مقاطعة الجماع. كان أونان أيضًا ينتهك واجب اليبوم . لقد صدمه الله لأنه «ألقى نسله على الأرض» بينما كان عليه أن يحمل زوجة أخيه.
- يقول سفر الأمثال 5 أن الخطيئة الجنسية تسبب الندبات والألم.[23]

## ملحوظات
1. ↑  "Homosexuality - Thematic Subject Guide". BlueLetterBible. مؤرشف من الأصل في 2022-05-31.
2. ↑  "Bible Verses about Homosexuality". BibleStudyTools. مؤرشف من الأصل في 2022-01-05.
3. ↑  "Bible Search Results for "homosexuality"". BlueLetterBible. مؤرشف من الأصل في 2022-05-31.
4. ↑  "Translations and interpretations of Leviticus 18:22; all views". www.religioustolerance.org. مؤرشف من الأصل في 2022-02-15. اطلع عليه بتاريخ 2019-09-19.
5. ↑  "Translations and interpretations of Leviticus 18:22; all views next page". www.religioustolerance.org. مؤرشف من الأصل في 2022-05-01. اطلع عليه بتاريخ 2019-09-19.
6. ↑  "comparing-beliefs-about-homosexuality-and-its-cause(s)". www.religioustolerance.org. مؤرشف من الأصل في 2022-04-14. اطلع عليه بتاريخ 2019-09-19.
7. ↑  "Lev 18:22 NKJV - Bible Gateway". www.biblegateway.com. مؤرشف من الأصل في 2022-02-05.
8. ↑  "Lev 20:13 NKJV - Bible Gateway". www.biblegateway.com. مؤرشف من الأصل في 2021-03-23.
9. ↑  Genesis 9:20-23
10. ↑  David Noel Freedman, Allen C. Myers, Astrid B. Beck, Eerdmans dictionary of the Bible, (Wm. B. Eerdmans Publishing: 2000), p. 543
11. 1 2  Scholz، Susanne (2010). Sacred Witness: Rape in the Hebrew Bible. Minneapolis, Minnesota: Fortress Press. ص. 235. ISBN:978-1-5064-8203-3. OCLC:1241446783. مؤرشف من الأصل في 2022-06-02.
12. ↑  Bergant, Dianne (1985). "Texts of Terror: Literary-Feminist Readings of Biblical Narratives. By Phyllis Trible. Overtures to Biblical Theology, 13. Philadelphia: Fortress, 1984. xiv + 128 pages. $7.95 (paper)". Horizons (بالإنجليزية). 12 (2): 371–372. DOI:10.1017/S036096690003509X. ISSN:0360-9669. Archived from the original on 2018-06-17.
13. ↑  Hodgetts, Pauline (Aug 1996). "Fragmented Women: Feminist (Sub)versions of Biblical Narratives. By J. Cheryl Exum. Sheffield Academic Press, 1993. Pp. 223. £27.50". Scottish Journal of Theology (بالإنجليزية). 49 (3): 384–386. DOI:10.1017/S0036930600048407. ISSN:0036-9306. Archived from the original on 2023-02-21.
14. ↑  Genesis 19:30-36
15. ↑  The Oxford dictionary of the Jewish religion. Adele Berlin (ط. 2nd). New York: Oxford University Press. 2011. ص. 596. ISBN:978-0-19-973004-9. OCLC:660161906. مؤرشف من الأصل في 2021-10-09.{{استشهاد بكتاب}}:  صيانة الاستشهاد: آخرون (link)
16. ↑  Genesis 38:13-24
17. ↑  Judges 16:1
18. ↑  Hosea 1:2
19. ↑  Dancy, J. The Divine Drama: the Old Testament as Literature, ((ردمك 0718829875), (ردمك 978-0-7188-2987-2)), 2002, p. 92
20. ↑  Genesis 38:8-10
21. ↑  Patton، Michael S. (يونيو 1985). "Masturbation from Judaism to Victorianism". Springer Netherlands. ج. 24 ع. 2: 133–146. DOI:10.1007/BF01532257. ISSN:0022-4197. PMID:24306073. Social change in attitudes toward masturbation has occurred at the professional level only since 1960 and at the popular level since 1970. [133] ... onanism and masturbation erroneously became synonymous... [134] ... there is no legislation in the Bible pertaining to masturbation. [135]
22. ↑  Kwee، Alex W.؛ David C. Hoover (2008). "Theologically-Informed Education about Masturbation: A Male Sexual Health Perspective" (PDF). Rosemead School of Psychology. Biola University. La Mirada, CA, USA. ج. 36 ع. 4: 258–269. ISSN:0091-6471. مؤرشف من الأصل (PDF) في 2022-03-26. اطلع عليه بتاريخ 2011-11-12. The Bible presents no clear theological ethic on masturbation, leaving many young unmarried Christians with confusion and guilt around their sexuality.
23. ↑  Proverbs 5 (King James Version) نسخة محفوظة 1 ديسمبر 2017 على موقع واي باك مشين.